# Galan Ridge
Galan Ridge är en bergstopp i Antarktis. Den ligger i Västantarktis. Argentina, Chile och Storbritannien gör anspråk på området. Toppen på Galan Ridge är 822 meter över havet, eller 74 meter över den omgivande terrängen. Bredden vid basen är 5,8 km.
Terrängen runt Galan Ridge är huvudsakligen kuperad, men österut är den bergig. Trakten är obefolkad. Det finns inga samhällen i närheten.